# Crasville-la-Mallet
Crasville-la-Mallet ist eine französische Gemeinde mit 189 Einwohnern (Stand 1. Januar 2022) im Département Seine-Maritime in der Region Normandie (vor 2016 Haute-Normandie). Sie gehört zum Arrondissement Dieppe und zum Kanton Saint-Valery-en-Caux (bis 2015 Kanton Cany-Barville). Die Einwohner werden Crasvillais genannt.

## Geographie
Crasville-la-Mallet liegt an der Kreuzung der Départementsstraßen D53 und D70 rund 32 Kilometer südwestlich von Dieppe im Pays de Caux. Umgeben wird Crasville-la-Mallet von den Nachbargemeinden Drosay im Südosten und Osten, Néville im Norden und Nordosten sowie Ocqueville im Südwesten und Westen.

## Bevölkerungsentwicklung
| Jahr      | 1962 | 1968 | 1975 | 1982 | 1990 | 1999 | 2007 | 2015 |
| Einwohner | 191  | 169  | 148  | 129  | 132  | 133  | 161  | 157  |

## Sehenswürdigkeiten
- Kirche Saint-Vaast aus dem 16. Jahrhundert
- Kapelle
- Steinkreuz aus dem 16. Jahrhundert